# Sabina van Ansbach

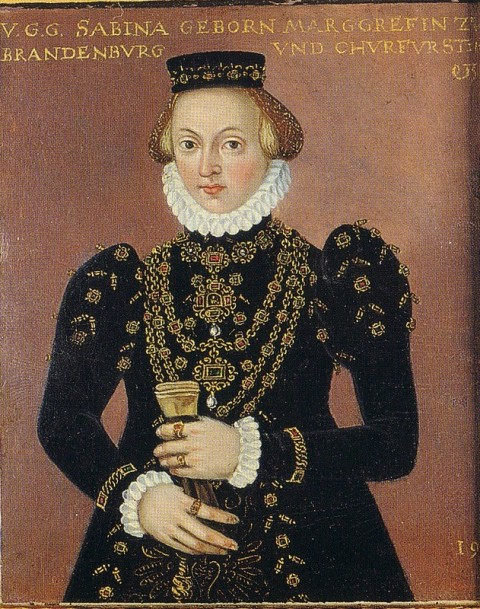
Sabina van Ansbach omstreeks 1560

Sabina van Brandenburg-Ansbach (Ansbach, 12 mei 1529 – Berlijn, 2 november 1575) was een dochter van markgraaf George de Vrome van Ansbach (1484–1543) en Hedwig van Münsterberg-Oels (1508–1531), en kleindochter van de hertog Karel I van Münsterberg-Oels. Toen ze 2 jaar was overleed haar moeder. Ze is toen grootgebracht door haar stiefmoeder Emilie van Saksen.
In 1548 huwde Sabina met Johan George van Brandenburg (1525–1598), de zoon van keurvorst Joachim II Hector van Brandenburg en diens echtgenote Magdalena van Saksen. Het echtpaar bracht hun tijd door in verschillende kastelen op het grondgebied van Brandenburg. De officiële residentie van de familie was kasteel Zechlin in Rheinsberg, vlakbij Wittstock. Hier zorgde Sabina voor haar kinderen en stiefzoon Joachim Frederik, die zijn vader later opvolgde als keurvorst van Brandenburg werd. Sabina's spaarzame levensstijl zorgde ervoor dat Rheinsberg een tijdje floreerde.
Nadat Sabina's echtgenoot in 1571 keurvorst werd, kreeg ze invloed op religieuze zaken en was ze beschermvrouwe van kerken en scholen. Ze ondersteunde de zieken en armen en had regelmatig persoonlijk contact met de dokter Leonhard Thurneysser.
Sabina overleed op 2 november 1575 en werd begraven in de Dom van Berlijn.

## Nakomelingen
Sabina had elf kinderen, van wie er slechts drie de kindertijd overleefden:
- George Albert (19 februari 1555 – 8 januari 1557)
- John en Albert (1557 – jong gestorven), een tweeling
- Magdalena Sabina (1559 – jong gestorven)
- Erdmuthe (26 juni 1561 – 13 november 1623), getrouwd Johan Frederik van Pommeren-Stettin (1542-1600)
- Marie (1562 – jong gestorven)
- Hedwig (1563 – jong gestorven)
- Magdalena (1564 – jong gestorven)
- Margaret (1565 – jong gestorven)
- Anna Maria (3 februari 1567 – 4 november 1618), getrouwd met hertog Barnim X van Pommeren-Stettin (1549–1603)
- Sophie (6 juni 1568 – 7 december 1622), getrouwd met keurvorst Christiaan I van Saksen